# مأموران اف‌بی‌آی
مأموران اف‌بی‌آی (انگلیسی: G Men) یک فیلم جنایی آمریکایی به کارگردانی ویلیام کیلی است که در سال ۱۹۳۵ منتشر شد.
مجله ورایتی این فیلم را یکی از پرفروشترین فیلمهای سال ۱۹۳۵ اعلام کرد.همچنین بنیاد فیلم آمریکا در سال ۲۰۰۸ میلادی، این فیلم را نامزد «۱۰ فیلم برتر در ۱۰ ژانر به انتخاب بفا» در سبک «فیلم‌های گانگستری» نمود.

## بازیگران
- جیمز کاگنی
- آن دواراک
- مارگارت لیندزی
- رابرت آرمسترانگ
- لوید نولان
- مونته بلو
- ریموند هاتون
- وارد باند
- ویلر اوکمن
- تام ویلسون
- آدیسون ریچاردز
- بارتون مک‌لین
- امت ووگان
- آدریان موریس